# Antonio Cerroti
Antonio Cerrotta, más conocido como Antonio Cerroti o Antonio Cerrotti (Buenos Aires, Argentina; 14 de julio de 1901-Ibídem, 27 de julio de 1979), fue un futbolista argentino que se desempeñaba en la posición de delantero. 
Lo llamaban «Carburín» porque era vendedor ambulante de carbón. Su pasión por Boca Juniors era tan grande que en el medio del reparto, con la cara y manos manchadas de negro, se tomaba dos horas para ir a jugar.

## Biografía
Surgido del Club Atlético Boca Juniors, en donde dio sus primeros pasos en el mundo del fútbol, se mantuvo en esa institución durante nueve años, debutando en el año 1920, en el «xeneize» acumuló los mayores éxitos de su carrera. Ganó 8 títulos oficiales y una Copa de Honor al haber integrado el plantel que realizó la Gira europea de Boca Juniors en 1925. Habilidoso y gambeteador, se desempeñó en todos los puestos del ataque. Uno de sus fuerte era el remate de cabeza. Así fue, marcando de cabeza, como entró en la historia del fútbol como el primer argentino en marcar un gol en Europa (en dicha gira en 1925).

## Selección nacional
Fue internacional con la Selección de fútbol de Argentina. Integró el plantel que se consagró campeón del Campeonato Sudamericano 1925 (hoy Copa América), jugando en tres oportunidades y convirtiendo un gol en la final.

## Clubes
| Club             | País      | Año         |
| ---------------- | --------- | ----------- |
| Boca Juniors     | Argentina | 1920 - 1929 |
| El Porvenir      | Argentina | 1929 - 1930 |
| Barracas Juniors | Argentina | 1930 - 1931 |

## Títulos

### Campeonatos nacionales
| Título           | Club         | País      | Año  |
| ---------------- | ------------ | --------- | ---- |
| Primera División | Boca Juniors | Argentina | 1923 |
| Copa Ibarguren   | Boca Juniors | Argentina | 1923 |
| Primera División | Boca Juniors | Argentina | 1924 |
| Copa Ibarguren   | Boca Juniors | Argentina | 1924 |
| Copa Competencia | Boca Juniors | Argentina | 1925 |
| Campeón de Honor | Boca Juniors | Argentina | 1925 |
| Primera División | Boca Juniors | Argentina | 1926 |
| Copa Estímulo    | Boca Juniors | Argentina | 1926 |

### Campeonatos internacionales
| Título                  | Club         | Sede      | Año  |
| ----------------------- | ------------ | --------- | ---- |
| Copa de Honor Cousenier | Boca Juniors | Argentina | 1920 |

| Título       | Club                | Selección | Año  |
| ------------ | ------------------- | --------- | ---- |
| Copa América | Selección Argentina | Argentina | 1925 |